# Сашина, Ирина Сергеевна
Ири́на Серге́евна Са́шина (род. 20 апреля 1976, Москва, РСФСР, СССР) — российская журналистка и телеведущая. Ведущая утренней программы «Настроение» на канале «ТВ Центр», член Союза журналистов России и Международной федерации журналистов, член Комитета ТПП РФ по предпринимательству в сфере медиакоммуникаций, член Общественного совета ЦАО (г. Москва), кандидат филологических наук, преподаватель факультета журналистики МГУ им. Ломоносова, Высшей школы Кино и телевидения «Останкино», основатель онлайн-школы «Мастерство публичного выступления. Стань звездой эфира». Модератор и ведущая Международного форума «Expopriority’2010» и «Expopriority’2011». Ведущая «Бала российских журналистов 2012».

## Биография
Ирина Сашина родилась 20 апреля 1976 года в Москве.
Имеет 2 красных диплома МГУ, окончила филологический и экономический факультеты МГУ им. Ломоносова. Третье высшее образование получила в Институте повышения квалификации работников ТВ и радиовещания. Училась на курсе Игоря Кириллова и Дины Григорьевой. Исполнительный директор Фонда поддержки МГУ. Кандидат филологических наук, лингвист, экономист-международник. Проходила стажировку в Англии (Nene College of Higher education) и Японии (по программе «Ельцин-Хасимото»). Владеет английским, итальянским и французским языками.

## Телевидение
Карьера на телевидении началась в 1996 году — корреспондент и ведущая ежедневной программы «Дата» на канале «ТВ Центр».
С 1999 по 2004 год вела и руководила телевизионными программами на телеканале «Столица».
С июля 2004 по 2011 год работала ведущей и шеф-редактором программы «Деловая Москва» на «ТВ Центре».
Кроме того, с апреля по сентябрь 2011 года — была начальником экономико-правового отдела, а также автором и ведущей рубрики «Полезная экономика» в рамках утреннего канала «Настроение».
С 2009 по 2010 год выступала в качестве экономического обозревателя в утреннем эфире «НТВ».
В 2010 году — Генеральный продюсер телеканала «Доверие».
В сентябре 2011 года Ирина Сашина становится лицом канала РЕН ТВ, где в течение некоторого времени вела программу «Новости 24» и её экономический обзор.
С января 2013 года ведёт утреннюю программу «Настроение» на канале ТВ Центр.

## Награды и премии
- 2015 год — обладатель диплома и ордена: «Почётный гражданин России»
  - и титулов: МИСС МГУ[когда?], «Самая обаятельная телеведущая»[когда?].
- Имеет[когда?] диплом ТПП РФ «За пропаганду здорового образа жизни».

## Личная жизнь
- Муж (с 2000 года) — Александр Арутюнов, бизнесмен. Дети: Александр, Герман, Роман, Мария.

## Интервью различным СМИ, публикации
- Интервью газете «Московский Комсомолец» 16 ноября 2011 года
- Рецепт для читателей газеты «Комсомольская правда»
- Интервью газете Metro холдинга Metro International, 1 ноября 2011 г.  (недоступная ссылка)
- Интервью журналу Папарацци, 21 ноября 2011 г.
- Интервью журналу Branded работающего в России по лицензии Advertising Age, 15 декабря 2011 г.
- «Телепрограмма» (Комсомольская правда) выяснила, чем увлекаются наши любимые актёры и ведущие: